# Soumagne
Soumagne (in vallone Soûmagne) è un comune belga di 15 562 abitanti, situato nella provincia vallona di Liegi.

## Monumenti e luoghi d'interesse
- Castello di Wégimont